# Jatrophaöl
Jatrophaöl oder Curcasöl, auch Purgiernussöl, Heilnussöl, Arzneinussöl oder Höllenöl, ist ein Pflanzenöl aus den Samen der Purgiernuss (Jatropha curcas). 
Man unterscheidet die giftige Jatropha curcas, die normalerweise verwendet wird, und die neu entdeckte ungiftige Art Jatropha peltata aus Mexiko. Etwa 35–45 % der Samen bestehen aus der Schale, die Samenkerne enthalten ca. 46–58 % Öl. Der Presskuchen mit einem Restölgehalt von ca. 4–5 % wird gemahlen und enthält etwa 54–58 % Protein in hoher Qualität. Der Presskuchen der giftigen Art kann allerdings nur als Dünger verwendet werden oder zu Biogas verarbeitet werden, weil eine Entgiftung nicht vollumfänglich gelingt.
Die Triglyceride des bitteren Jatrophaöls setzen sich mehrheitlich aus Estern mit der Linol- und Ölsäure zusammen. Das Öl enthält giftige Phorbolester sowie Lektine, und das Protein Curcin, sowie Saponine, Phytate und Trypsin. Das frische Öl ist geruch- und farblos, wird jedoch aufgrund von Oxidation schnell gelb. Man unterscheidet Öl mit weniger als 2,5 % freien Fettsäuren (FFA) und solches mit mehr als 2,5 %. Öle mit stark erhöhter FFA-Konzentration entstehen, wenn verschieden reife Früchte zusammen verarbeitet werden. Das FFA-reiche Öl muss dann durch entsprechende Verfahren behandelt werden um es zu Biodiesel verarbeiten zu können. 
Das Jatrophaöl wird als Lampenöl, für Farben, Seifen, Kerzen und Schmiermittel verwendet. Es dient auch mit Methanol verestert als Biokraftstoff. Es kann ebenso als Insektizid oder Giftköder verwendet werden. Das Öl wurde auch als Abführ- und Wurmmittel sowie als Abtreibungsmittel und gegen Hauterkrankungen verwendet.